# Molledo
Molledo (Molléu en càntabre) és un municipi de la Comunitat Autònoma de Cantàbria, situat en la conca alta del Besaya. Limita al nord i oest amb el municipi de Arenas de Iguña, al sud amb Bárcena de Pie de Concha i San Miguel de Aguayo i a l'est amb Luena.

## Localitats
- Cobejo/Cobeju, 20 hab.
- Helguera/Jelguera, 122 hab.
- Molledo/Molléu (Capital), 425 hab., repartits pels barris d'Arca (23 hab.), Caceo/Cacéu (36 hab.) i Molledo/Molléu (366 hab.)
- San Martín de Quevedo/Samartín de Quevéu, 236 hab., dels que 39 viuen a Casares, 69 a Pando/Pandu, 15 a Quevedo/Quevéu, 27 a San Martín/Samartín, 22 a Santián, 37 a Ulda, 24 a Vallejo/Valleju i 3 a Media Concha.
- Santa Cruz, 188 hab., dels que 61 viuen al barri de Mura.
- Santa Olalla/Santolalla, 159, dels que 40 viuen al barri El Mesón.
- Silió, 620 hab., dels que 71 viuen al barri de Santa Marina.

## Demografia
| 1900  | 1910  | 1920  | 1930  | 1940  | 1950  | 1960  | 1970  | 1980  | 1990  | 2000  | 2005  |
| ----- | ----- | ----- | ----- | ----- | ----- | ----- | ----- | ----- | ----- | ----- | ----- |
| 2.692 | 2.648 | 2.870 | 2.849 | 2.999 | 2.951 | 3.115 | 2.615 | 2.318 | 2.247 | 1.935 | 1.836 |

Font: INE

## Administració
| Eleccions municipals, 25 de maig de 2003 |      |        |          |
| Partit                                   | Vots | %      | Regidors |
| PP                                       | 663  | 47,94% | 5        |
| PSOE                                     | 738  | 34,42% | 3        |
| PRC                                      | 185  | 13,38% | 1        |

| Eleccions municipals, 27 de maig de 2007 |      |        |          |
| Partit                                   | Vots | %      | Regidors |
| PP                                       | 525  | 40,45% | 4        |
| PSOE                                     | 398  | 30,66% | 3        |
| PRC                                      | 355  | 27,35% | 2        |